# Violet Falkenburg
Violet Falkenburg (Hilversum, 5 februari 1948) is een Nederlandse journaliste, ghostwriter, coach, radio- en tv-presentatrice.

## Levensloop
Ze groeide op in een Nederlands-hervormd gezin in Hilversum, bestaande uit vader Falkenburg (een bekend architect), moeder Falkenburg (overleden toen Violet twaalf was) en zus Dorine.
Ze volgde het gymnasium, daarna de opleiding directiesecretaresse bij Schoevers en studeerde om haar talenkennis te verdiepen vervolgens een jaar aan de Universiteit van Aix-en-Provence, een jaar aan de Universiteit van Cambridge en een jaar aan het Dolmetscher Instituut in Heidelberg.
Ze begon haar werkzame leven met de organisatie van congressen in de RAI Amsterdam. In 1972 rolde ze - naar eigen zeggen toevalligerwijs - in de journalistiek. Ze startte bij Elseviers Weekblad en maakte de overstap naar radio en televisie door bij de VARA het tv-programma Hoe bestaat het te gaan redigeren. Haar debuut lag bij de IKON waar ze het docudrama Een spannend bestaan presenteerde.  Bij de NCRV leidde ze 115 afleveringen van het bekende discussieprogramma Rondom tien en presenteerde ze Langs heilige huisjes en een tiental afleveringen van C-majeur. Verder deed ze tv-presentaties bij de IKON, het Capitool voor de NOS, de AVRO, Teleac, SBS6 en bij Omroep MAX In de knip.
Bij de KRO presenteerde Falkenburg het radioprogramma Adres onbekend en Ratel, en bij de NOS het radioprogramma Met het oog op morgen. Ze was bij een aantal bladen columnist en heeft zes sociaal getinte boeken geschreven. 
Sinds 2018 werkt zij als ghostwriter, ze schrijft dus boeken in opdracht. In samenwerking met ZijSpreekt geeft ze presentatietraining en communicatieadviezen. Ze heeft een coach praktijk waarin ze mensen coacht die in werk of privé zijn vastgelopen.

### Persoonlijk
Violet Falkenburg heeft een dochter. Na in Beusichem (Gelderland) en Havelte (Drenthe) te hebben gewoond, woont ze tegenwoordig in Laren (Noord-Holland).

## Boeken
- Ik ben om zes uur thuis: gesprekken met alleenstaande werkende moeders, 2006, 280 p., Archipel - Amsterdam, ISBN 90-6305-258-8
- Later is vandaag: bekende Nederlanders over ouder worden, 2008, 197 p., Archipel - Amsterdam, ISBN 978-90-6305-326-0
- Van hoelahoep tot Hyves: bekende Nederlanders praten over hun tienertijd, van 1930 tot nu, 2010, 221 p., Archipel - Amsterdam, ISBN 978-90-6305-538-7
- Veerkracht: Verder na Verlies, 2013, 160p., BBNC Uitgevers EAN: 978-90-4531-526-3
- Het Stiefparadijs, voor ouders van een fusiegezin, 2015, 256 p., met Gideon de Haan, BBNC Uitgevers EAN: 978-90-453-1585-0
- Stiefsucces, survivalgids voor alle stiefmoeders en -vaders, 2018, 255 p., met Gideon de Haan, Kosmos Uitgevers, Utrecht, ISBN 978-90-215-6965-9
- Inmiddels staan er 7 boeken op haar naam die zij als ghostwriter heeft geschreven.

- Gemeinsame Normdatei: 141016647
- International Standard Name Identifier: 0000 0003 6915 3569
- Nederlandse Thesaurus van Auteursnamen: 072528230
- Virtual International Authority File: 291896356
- WorldCat: E39PBJg4gwHV3pJf7mBTpCcVmd